# Revista de Sport
Revista de Sport: órgano del Club Velocipedista, va ser una publicació de temàtica esportiva que va sortir a Reus l'1 d'abril de 1895.

## Història

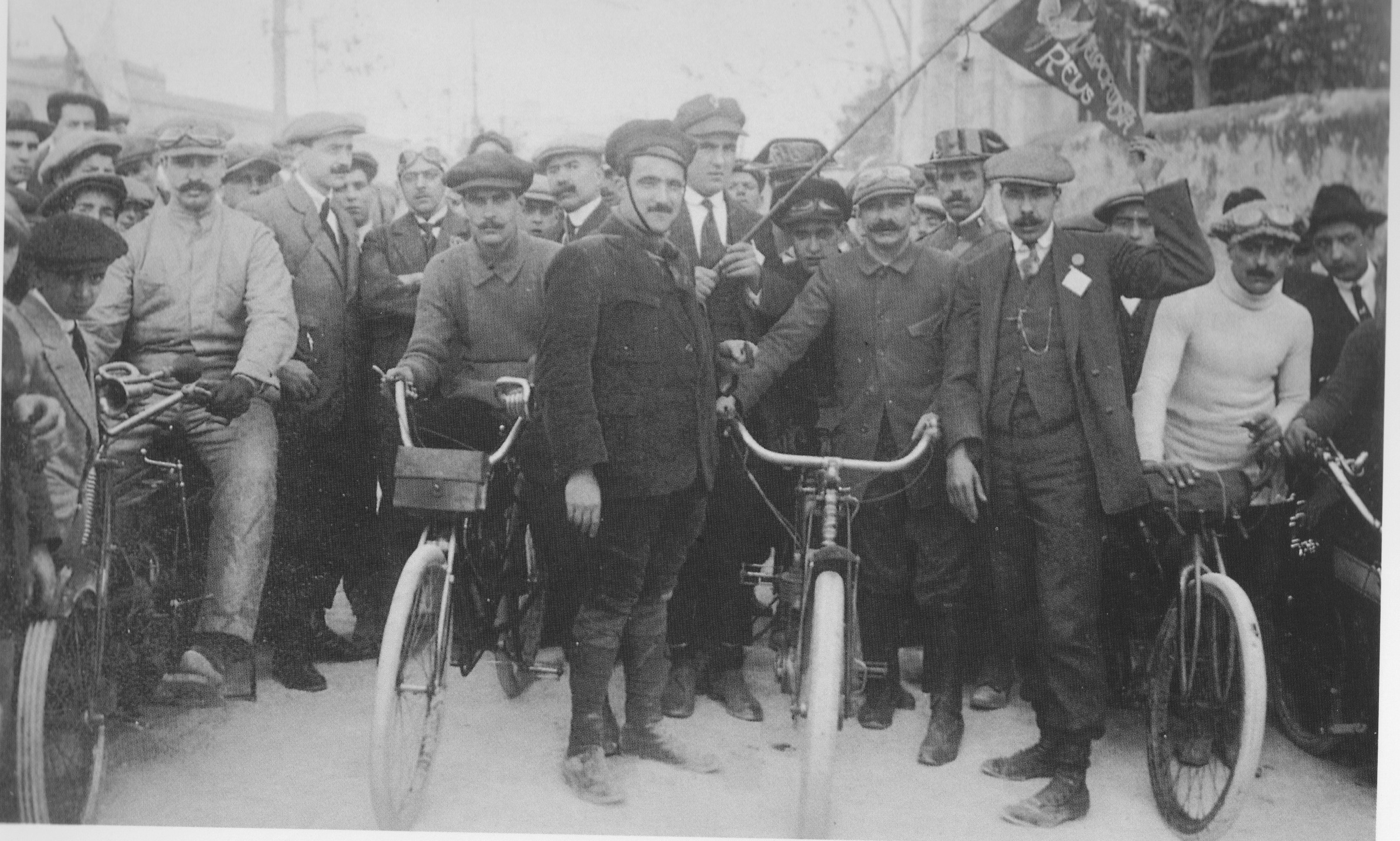
Inici d'una cursa ciclista del Club Velocipedista de Reus l'any 1895

El 1891 es va constituir la primera entitat ciclista reusenca, el Club Velocipedista, amb un luxós local al carrer de Sant Llorenç que ben aviat es traslladà al carrer de Llovera, més cèntric i més senyorial. El 1892 es van aprovar els reglaments de l'entitat. Amb motiu del tercer centenari de l'aparició de la Mare de Déu de Misericòrdia, el mateix 1892 es van organitzar per aquest club curses ciclistes amb participants de tot Catalunya i altres indrets de l'estat. Posteriorment aquestes curses es van repetir durant alguns anys per la fira de Sant Jaume. El 1894 l'ajuntament presidit per Eusebi Folguera, va cedir a aquest Club uns terrenys per a construir un velòdrom, que el 1895 ja funcionava. La construcció d'aquest equipament va ser possible per les aportacions d'alguns socis, entre altres Lluís Quer, Joan Boqué, Enric Yzaguirre i Emili Ramon, i per l'emissió de cent accions. El velòdrom estava situat entre el passeig de Sunyer i l'Hospital de sant Joan, i el projecte era de l'arquitecte municipal Pere Caselles. Tenia una pista de 333'33 metres de corda i una capacitat per a 2.000 persones. El 1905 el Club Velocipedista tenia en propietat 50 bicicletes per als seus associats i en els seus locals del carrer de Llovera, situat a la Casa Boule, es practicava la gimnàstica, l'esgrima, el billar i altres jocs de societat.
L'any 1895, quan es va inaugurar el velòdrom, va aparèixer la Revista de Sport dedicada bàsicament al ciclisme i editada pel Club Velocipedista. També va sortir al carrer El Veloz, editada pel Veloz Club, situat al carrer de santa Anna, entitat que tingué una vida curta. La Revista de Sport informava de les curses al velòdrom de l'entitat, de les sortides i excursions que organitzava i donava notícies ciclistes d'Espanya i de l'estranger (Estats Units, Bèlgica, França, Suïssa, Itàlia...). Ocasionalment informava d'altres esports, com per exemple la constitució d'un equip de futbol a Reus.
La publicació deia en el seu primer número a l'editorial titulat "A qué venimos": "Venimos a defender el ciclismo de sus detractores, que aunque no lo parezca son muchos", i a fomentar el ciclisme entre les elits i la bona societat reusenca. Un article titulat "El velocipedismo en Reus (apuntes para su historia)", explica que Reus va ser una de les primeres ciutats espanyoles on van aparèixer els bicicles, aquells estris de rodes davanteres descomunals, que el 1876 van ser incorporats als aparells de l'escola de gimnàstica d'Antoni Ferrer "rivalizando alumnas y alumnos en ejercicio tan higiénico como agradable". La primera bicicleta va arribar a la ciutat el 1888 i ben aviat hi hagué nombrosos ciutadans, rics, cal dir, per l'alt cost de la màquina, que en van disposar, i s'organitzaven excursions familiars als pobles de la comarca.

## Aspectes tècnics
Les dimensions de la publicació varien. Al començament era de 30 cm, però va reduir durant una època el format a 18 cm. Variava també el nombre de pàgines. Tenia una capçalera mixta, il·lustrada per Pau Olivella, que va exercir de director de la publicació el 1897. El primer director va ser Francesc Cabré Gonzàlez, amb la direcció tècnica de Josep Gaya Vallduví. A l'últim temps la va dirigir Antoni Ferrer. S'imprimia a la Impremta Ferrando i més endavant a la Impremta Navàs. Gras i Elies diu que es repartia gratuïtament entre els socis i s'enviava a tots els clubs ciclistes de l'estat i alguns de l'estranger.

## Localització
- A la Biblioteca Central Xavier Amorós de Reus es conserven els números 1, 14 i 43. Sembla que va sortir fins al número 57.[5]
- A la Biblioteca del Centre de Lectura de Reus i a la Biblioteca de Catalunya es conserven també diversos exemplars.[6]